# María Pérez-Yglesias
María Pérez Yglesias (San José, 10 de abril de 1949) es una escritora costarricense, catedrática jubilada de la Universidad de Costa Rica.

## Biografía
Estudió en el colegio Nuestra Señora de Sion, y en su adolescencia colaboró con la Escuela de Enseñanza Especial, donde aprendió braille, con el Hospital Nacional de Niños, el Hogar Transitorio de Santa Ana, entre otros, y participó en el Club de Teatro, en el de Cine, entre otros.
Ingresó a la Universidad de Costa Rica y se graduó de la Licenciatura de la Escuela  Filología, Lingüística y Literatura, y del bachillerato en Educación de la Universidad de Costa Rica (UCR). Luego viajó a Bélgica, y allí trabajó un Doctorado en Comunicación Social (summa cum laude), en la Universidad Católica de Lovaina (Bélgica), especializándose en semiótica y diplomado. Trabajó como profesora  en los colegios el Liceo de Moravia y J. J. Vargas Calvo, hasta, finalmente, desarrollar su carrera académica en la Universidad de Costa Rica. 
Trabaja como catedrática de la Universidad de Costa Rica, desde 1986, y participa  en proyectos de investigación y acción social como evaluadora y conferencista. Es en esta institución que se dedica a impartir cursos de grado y posgrado en Artes y Letras, principalmente en la Sede Central, en San Pedro, y en la Sede de Occidente, en San Ramón. Desde 1996 hasta el 2000, ocupó la posición de Directora de la Maestría en Literatura, representante de Ciencias Sociales ante el Sistema de Estudios de Posgrado, y fue elegida como Decana del Sistema. Al pasar los años, hasta el 2012,  fungió como Vicerrectora de Acción Social. Más adelante, en el 2019, dirige y asesora un centenar de tesis, y  coordina comisiones internas y externas dentro de la Universidad de Costa Rica.
Es autora de más de un centenar de publicaciones académicas en revistas especializadas y libros en coautoría. Ha publicado trabajos sobre humor, caricatura e historieta, valores políticos, ideología y teoría del texto, historia local, crítica literaria, semiótica, literatura costarricense y infantil. Empieza a escribir cuentos, relatos para niños, novelas y memorias después de los cincuenta, y sus primeros libros los publica a los 59 años.  
Sus obras permiten determinar varios ejes predominantes:
Buena parte de sus libros están ilustrados y, en el caso,  de Amiguetti: la explosión de los sentidos y Bailamos con el mar,  se adjunta un video y una llave maya con la música y la lectura de los poemas por la autora, respectivamente. Por ejemplo su colección sobre Mapy, una niña escolar (María de los  Ángeles Perez Yglesias) pretende guardar la memoria,  y reconstruir la Costa Rica de los años 1956-62 a través de los ojos de una niña de seis a 12 años. Y, en la novela Puentes a mi nostalgia: Ecos de un exilio, hay un acercamiento a la familia paterna desde los bisabuelos.
Sus libros Las fronteras de la luna y el sol, Silencio el mundo tiene el ala rota y Cerro Pelón lágrimas de barro son de corte histórico, social, político; mientras que Silencio se centra en la problemática de la guerra y se extiende en tiempo (1856) y espacio (incluye dos relatos españoles del 38). En Cerro pelón, a las tragedias personales de los héroes y heroínas cotidianos y a la difícil situación sociopolítica se suma la problemática ambiental con los desastres naturales. Experimenta con distintos géneros y modalidades. Micro-relatos, cuento corto, cuento largo, novela infantil y juvenil, cuento para niños, memorias, novela y poesía. Tiene publicados varios textos en antologías de ciencia ficción,  literatura fantástica, cuento realista,  poesía infantil. Su libro Son las vidas de las niñas que se viven al revés está escrito en un género híbrido donde interviene el relato, la poesía y la escena teatral. Por otra parte, los libros Boleros nos volvemos tango y Anclas sin poema-  originales, abordan el tema de la homosexualidad y el del celibato o el exilio, en mezcla prosa y verso.
Pérez Yglesias experimenta con novela juvenil, cuento ilustrado  y microrrelato.  El medio ambiente con su fauna y su flora y el mundo fantástico – brujas, duendes, hadas,  ángeles de la guarda,  monstruo- están en el centro del interés de su producción para niños. Así publica La cueva de Alí, Babá y los cuarenta erizos matones y tiene entre otros, 16 cuentos largos o novelas cortas inéditas donde animales poco apreciados o en peligro de extinción, niños y niñas y curiosos  ángeles de la guarda son protagonistas.  Finalmente, importa señalar que la mujer es muy importante tanto en su producción literaria como en sus investigaciones. En el 2019, escribe libros sobre mujeres para la colección ¿Quién fue y qué hizo?.
La totalidad de sus libros literarios, incluyen Mapy y las historia que parecen cuento, Mapy de Aranjuez: La rebelde del reino de las alumnas caídas, La cueva de Alí, Babá y los cuarenta erizos matones, Super Mapy y la cueva de las palabras, Bailamos con el mar, Vivir para jugar, Anclas sin poema, Cerro Pelón, Lágrimas de barro, Mapy y la monja que vuela, Niñas y niños como los ángeles: Piojitas y piojosas, Cerro Pelón, Lágrimas de barro, Silencio, el mundo tiene el ala rota, Boleros nos volvemos tango, y Las fronteras de la luna y el sol. 
Escribe dos columnas semanales: Pensar y reír, en el diario Extra y Cartas a María, en la revista Proa, de La Nación. Dirige el semanario Comunidad, orientado a difundir acciones comunitarias.
Colabora con Radio Universidad de Costa Rica en sus programas Compartiendo la palabra y En primera persona. Participa en los talleres literarios Poiesis y Noche de Letras. 
Ha ocupado varios cargos en la Universidad de Costa Rica: directora de la Maestría en Literatura (1996-2000), decana del Sistema de Estudios de Posgrado (1996-2000), representante de Ciencias Sociales ante el Sistema de Estudios de Posgrado (1996-2000) y vicerrectora de Acción Social de la Universidad de Costa Rica (2012).